# Β-酮己二酸
β-酮己二酸（英語：β-Ketoadipic acid，或称为3-氧代己二酸 3-oxoadipate）是一种有机化合物，结构简式HOOCCH2C=O(CH2)2COOH，存在于扁海绵属的（Plakortis simplex）、红球菌属的（Rhodococcus erythropolis）等物种中。